# Трещинный вулкан
Трещинный вулкан (лат. Fissum volcano — вулканическая трещина или эруптивная трещина, англ. Fissure eruptions — щелевое или трещинное извержение) — вулканический аппарат, имеющий вид зияющей трещины, расщелины или цепи конусов вулканов. Извержение происходит вдоль всей трещины или в отдельных её частях.

## Описание
Вулканические жерла линейного расположения. Лава извергается, как правило, без взрывной активности (извержения гавайского типа).
Трещинный вулкан может образовать трапповый магматизм, где лава распространяется по лавовым каналам и по лавовым трубкам. Извержение сопровождается брызгами из конусов. Вулканические щели хорошо видны сверху на вулканах Лаки) или Эльдгяу.
Дайки лавы, которые питают трещины, достигают поверхности с глубины нескольких километров и питают одновременно разные части трещин из магматических камер вулканов.
Трещинный вулканизм обычно связан с двумя явлениями:
- рифтовыми зонами — Исландия и Восточно-Африканский рифт.
- разломами вулкана (от набухания и сползания склонов) — является частью структуры щитовых вулканов.

## Исландия
В Исландии вулканы вдоль длинных трещин расположены параллельно рифтовой зоне, где Евразийская плита и Северо-Американская плита тектонически расходятся. Это часть Срединно-Атлантического хребта. Возобновление извержения обычно происходит от соседних новых параллельных трещин и производит объёмные извержения жидкой базальтовой лавы, которые обычно создают объёмные лавовые плато, а не одиночные вулканические сооружения, но есть и центральные вулканы.
- На вулкане Лаки трещины — часть обширной вулканической системы Гримсвётн[5].
- Во время извержения Эльдгьяу произошло большое излияние лавы[6].
- В сентябре 2014 года продолжилось трещинное извержение XVIII века на лавовом поле Холухрейн, серии извержений вулканической системы Баурдарбунга[7].

## Гавайи
Активные вулканы острова Гавайи (главным образом Килауэа) производят вдоль щелей извержения в форме «штор огня» и «фонтанов лавы». Они производят базальтовые брызги по обе стороны трещины (см. Слёзы Пеле).
Более изолированные и мощные лавовые фонтаны вдоль разломов вулкана создают кратеры с шлаковыми конусами, в которых формируются кальдеры и лавовые озёра.

## Основные трещинные вулканы
| Название                | Высота | Высота | Местоположение                  | Последнее извержение |
| Название                | метров | футов  | координаты                      | Последнее извержение |
| Lakagígar (Лаки)        | 620    | 2034   | 64°04′ с. ш. 18°14′ з. д.       | 1783                 |
| Лансароте               | 670    | 2198   | 29°02′ с. ш. 13°38′ з. д.       | 1824                 |
| Пуеуэ                   | 1798   | 5899   | 40°28′ ю. ш. 72°15′ з. д.       | 2011                 |
| Тор-Завар               | 2237   | 7339   | 30°28′45″ с. ш. 67°28′30″ в. д. | 2010                 |
| Сан-Жоржи               | 1053   | 3455   | 38°39′ с. ш. 28°05′ з. д.       | 1907                 |
| Quetena                 | 5730   | 18799  | 22°15′ ю. ш. 67°25′ з. д.       | ?                    |
| Nejapa Miraflores       | 360    | 1181   | 12°07′ с. ш. 86°19′ з. д.       | ?                    |
| Manda-Inakir            | 600+   | 1968   | 12°23′ с. ш. 42°12′ в. д.       | 1928                 |
| Hertali                 | 900    | 2953   | 9°47′ с. ш. 40°20′ в. д.        | ?                    |
| Эстели                  | 899    | 2949   | 13°10′ с. ш. 86°24′ з. д.       | ?                    |
| Butajiri Silti Field    | 2281   | 7484   | 8°03′ с. ш. 83°51′ в. д.        | ?                    |
| Bishoftu Volcanic Field | 1850+  | 6069   | 8°47′ с. ш. 38°59′ в. д.        | ?                    |
| Holuhraun               | 730    | 2395   | 64°52′ с. ш. 16°50′ з. д.       | 2014                 |
| Алу                     | 429    | 1407   | 13°49′ с. ш. 40°33′ в. д.       | ?                    |
| Singu Plateau           | 507    | 1663   | 22°42′ с. ш. 95°59′ в. д.       | ?                    |
| Ray Mountain            | 2050   | 6730   | 52°14′ с. ш. 120°07′ з. д.      | Плейстоцен           |
| Эльдгьяу                | 800    | 2625   | 63°53′ с. ш. 18°46′ з. д.       | 934                  |